# 日本私立大學列表
列表為日本的私立大學。

## 四年制大學
- 旭川大學
- 札幌大學
- 札幌大谷大學
- 札幌學院大學
- 札幌國際大學
- 千歲科學技術大學
- 天使大學
- 道都大學
- 北洋大學
- 日本赤十字北海道看護大學
- 函館大學
- 藤女子大學
- 北翔大學
- 北星學園大學
- 北海學園大學
- 北海商科大學
- 北海道醫療大學
- 北海道工業大學
- 北海道信息大學
- 北海道文教大學
- 北海道藥科大學
- 酪農學園大學
- 育英館大學
- 青森大學
- 青森中央學院大學
- 東北女子大學
- 八戶大學
- 八戶工業大學
- 弘前醫療福利大學
- 弘前學院大學
- 岩手醫科大學
- 富士大學
- 盛岡大學
- 石卷專修大學
- 尚絅學院大學
- 仙台大學
- 仙台白百合女子大學
- 東北學院大學
- 東北工業大學
- 東北生活文化大學
- 東北福利大學
- 東北文化學園大學
- 東北藥科大學
- 宮城學院女子大學
- 秋田看護福祉大學
- 北亞細亞大學
- 東北芸術工科大學
- 東北公益文科大學
- 磐城明星大學
- 奧羽大學
- 郡山女子大學
- 東日本國際大學
- 福島學院大學
- 茨城基督教大學
- 筑波學院大學
- 筑波國際大學
- 常盤大學
- 流通經濟大學
- 足利工業大學
- 宇都宮共和大學
- 國際醫療福祉大學
- 作新學院大學
- 自治醫科大學
- 獨協醫科大學
- 白鷗大學
- 文星藝術大學
- 關東學園大學
- 共愛學園前橋國際大學
- 桐生大學
- 群馬社會福祉大學
- 群馬帕斯大學
- 上武大學
- 創造學園大學
- 高崎健康福祉大學
- 高崎商科大學
- 東京福祉大學
- 跡見學園女子大學
- 浦和大學
- 共榮大學
- 埼玉醫科大學
- 埼玉學園大學
- 埼玉工業大學
- 十文字學園女子大學
- 城西大學
- 尚美學園大學
- 女子榮養大學
- 駿河台大學
- 聖學院大學
- 西武文理大學
- 東京國際大學
- 東都醫療大學
- 東邦音樂大學
- 獨協大學
- 日本醫療科學大學
- 日本工業大學
- 日本藥科大學
- 人間總合科學大學
- 文教大學
- 平成國際大學
- 武藏野學院大學
- 明海大學
- 技能工藝大學
- 愛國學園大學
- 植草學園大學
- 江戶川大學
- 川村學園女子大學
- 神田外語大學
- 敬愛大學
- 國際武道大學
- 三育學院大學
- 秀明大學
- 淑德大學
- 城西國際大學
- 聖德大學
- 清和大學
- 千葉科學大學
- 千葉經濟大學
- 千葉工業大學
- 千葉商科大學
- 中央學院大學
- 帝京平成大學
- 東京基督教大學
- 東京齒科大學
- 東京情報大學
- 東京成德大學
- 開智國際大學
- 了德寺大學
- 麗澤大學
- 和洋女子大學
- LEC東京職業發展大學
- 青山學院大學
- 亞細亞大學
- 大妻女子大學
- 櫻美林大學
- 嘉悅大學
- 學習院大學
- 學習院女子大學
- 北里大學
- 共立女子大學
- 杏林大學
- 國立音樂大學
- 慶應義塾大學
- 惠泉女學園大學
- 工學院大學
- 國學院大學
- 國際基督教大學
- 國士館大學
- 幼兒教育寶仙大學
- 駒澤大學
- 駒澤女子大學
- 產業能率大學
- 實踐女子大學
- 芝浦工業大學
- 順天堂大學
- 上智大學
- 昭和大學
- 昭和女子大學
- 昭和藥科大學
- 白梅學園大學
- 白百合女子大學
- 杉野服飾大學
- 成蹊大學
- 成城大學
- 聖心女子大學
- 清泉女子大學
- 聖母大學
- 聖路加看護大學
- 專修大學
- 創價大學
- 大正大學
- 大東文化大學
- 高千穗大學
- 拓殖大學
- 多摩大學
- 玉川大學
- 多摩美術大學
- 中央大學
- 津田塾大學
- 帝京大學
- 數字好萊塢大學
- 東海大學 (日本)
- 東京有明醫療大學
- 東京醫科大學
- 東京醫療保健大學
- 東京音樂大學
- 東京家政大學
- 東京家政學院大學
- 東京經濟大學
- 東京工科大學
- 東京工藝大學
- 東京慈惠會醫科大學
- 東京純心女子大學
- 東京女學館大學
- 東京女子大學
- 東京女子醫科大學
- 東京女子体育大學
- 東京神學大學
- 東京聖榮大學
- 東京造形大學
- 東京電機大學
- 東京都市大學
- 東京農業大學
- 東京富士大學
- 東京未來大學
- 東京藥科大學
- 東京理科大學
- 東邦大學
- 桐朋學園大學
- 東洋大學
- 東洋學園大學
- 二松學舍大學
- 日本大學
- 日本醫科大學
- 日本齒科大學
- 日本社會事業大學
- 日本獸醫生命科學大學
- 日本女子大學
- 日本女子体育大學
- 日本赤十字看護大學
- 日本體育大學
- 日本文化大學
- 文化女子大學
- 文京學院大學
- 法政大学
- 星藥科大學
- 武藏大學
- 武藏野大學
- 武藏野音樂大學
- 武藏野美術大學
- 明治大學
- 明治學院大學
- 明治藥科大學
- 明星大學
- 目白大學
- 立教大學
- 立正大學
- 路德學院大學
- 和光大學
- 早稻田大學
- 麻布大學
- 神奈川大學
- 神奈川工科大學
- 神奈川齒科大學
- 鎌倉女子大學
- 關東學院大學
- 相模女子大學
- 松蔭大學
- 湘南工科大學
- 昭和音樂大學
- 女子美術大學
- 聖瑪麗安娜醫科大學
- 洗足學園音樂大學
- 鶴見大學
- 田園調布學園大學
- 桐蔭橫濱大學
- 東洋英和女學院大學
- 菲利斯女學院大學
- 橫濱商科大學
- 橫濱藥科大學
- 敬和學園大學
- 長岡大學
- 長岡造形大學
- 新潟醫療福祉大學
- 新潟經營大學
- 新潟工科大學
- 新潟國際情報大學
- 新潟產業大學
- 新潟青陵大學
- 新潟藥科大學
- 高岡法科大學
- 富山國際大學
- 金澤醫科大學
- 金澤學院大學
- 金澤工業大學
- 金澤星稜大學
- 金城大學
- 北陸大學
- 北陸學院大學
- 仁愛大學
- 福井工業大學
- 健康科學大學
- 帝京科學大學
- 身延山大學
- 山梨英和大學
- 山梨學院大學
- 佐久大學
- 諏訪東京理科大學
- 清泉女學院大學
- 長野大學
- 松本大學
- 松本齒科大學
- 岐阜大學
- 朝日大學
- 岐阜醫學科學大學
- 岐阜經濟大學
- 岐阜聖德學園大學
- 岐阜女子大學
- 中京學院大學
- 中部學院大學
- 東海學院大學
- 靜岡英和學院大學
- 靜岡產業大學
- 靜岡福祉大學
- 靜岡文化藝術大學
- 靜岡理工科大學
- 聖隸克里斯多福大學
- 常葉學園大學
- 濱松大學
- 濱松學院大學
- 富士常葉大學
- 愛知大學
- 愛知醫科大學
- 愛知學院大學
- 愛知學泉大學
- 愛知工科大學
- 愛知工業大學
- 愛知產業大學
- 愛知淑德大學
- 愛知新城大谷大學
- 愛知東邦大學
- 愛知文教大學
- 愛知瑞穗大學
- 櫻花學園大學
- 金城學院大學
- 修文大學
- 椙山女學園大學
- 星城大學
- 大同大學
- 中京大學
- 中京女子大學
- 中部大學
- 東海學園大學
- 同朋大學
- 豊橋創造大學
- 名古屋音樂大學
- 名古屋外國語大學
- 名古屋學院大學
- 名古屋學芸大學
- 名古屋經濟大學
- 名古屋藝術大學
- 名古屋產業大學
- 名古屋商科大學
- 名古屋女子大學
- 名古屋造形大學
- 名古屋文理大學
- 南山大學
- 日本赤十字豐田看護大學
- 日本福祉大學
- 人間環境大學
- 藤田保健衛生大學
- 名城大學
- 皇學館大學
- 鈴鹿醫療科學大學
- 鈴鹿國際大學
- 三重中京大學
- 四日市大學
- 四日市看護醫療大學
- 成安造形大學
- 聖泉大學
- 長濱生物科學技術大學
- 琵琶湖學院大學（已經改為「滋賀文化短期大學」）
- 琵琶湖成蹊體育大學
- 大谷大學
- 京都醫療科學大學
- 京都外國語大學
- 京都學園大學
- 京都光華女子大學
- 京都嵯峨藝術大學
- 京都產業大學
- 京都女子大學
- 京都精華大學
- 京都造形藝術大學
- 京都創成大學
- 京都橘大學
- 京都聖母女子大學
- 京都文教大學
- 京都藥科大學
- 種智院大學
- 同志社大學
- 同志社女子大學
- 花園大學
- 佛教大學
- 平安女學院大學
- 明治國際醫療大學
- 立命館大學
- 龍谷大學
- 藍野大學
- 追手門學院大學
- 大阪青山大學
- 大阪醫科大學
- 大阪大谷大學
- 大阪音樂大學
- 大阪學院大學
- 大阪河崎復健治療大學
- 大阪觀光大學
- 大阪經濟大學
- 大阪經濟法科大學
- 大阪藝術大學
- 大阪工業大學
- 大阪國際大學
- 大阪產業大學
- 大阪齒科大學
- 大阪樟蔭女子大學
- 大阪商業大學
- 大阪女學院大學
- 大阪成蹊大學
- 大阪總合保育大學
- 大阪體育大學
- 大阪電氣通信大學
- 大阪人間科學大學
- 大阪保健醫療大學
- 大阪藥科大學
- 關西大學
- 關西醫科大學
- 關西醫療大學
- 關西外國語大學
- 關西福祉科學大學
- 近畿大學
- 四條畷學園大學
- 四天王寺大學
- 攝南大學
- 千里金蘭大學
- 相愛大學
- 太成學院大學
- 帝塚山學院大學
- 常盤會學園大學
- 梅花女子大學
- 羽衣國際大學
- 阪南大學
- 東大阪大學
- 游泳池學院大學
- 桃山學院大學
- 森之宮醫療大學
- 蘆屋大學
- 大手前大學
- 關西看護醫療大學
- 關西國際大學
- 關西福祉大學
- 關西學院大學
- 近畿醫療福祉大學
- 近大姬路大學
- 甲子園大學
- 甲南大學
- 甲南女子大學
- 神戶海星女子學院大學
- 神戶學院大學
- 神戶藝術工科大學
- 神戶國際大學
- 神戶夙川學院大學
- 神戶松蔭女子學院大學
- 神戶女學院大學
- 神戶女子大學
- 神戶親和女子大學
- 神戶常盤大學
- 神戶時裝造形大學
- 神戶藥科大學
- 神戶山手大學
- 園田學園女子大學
- 寶塚造形芸術大學
- 姬路獨協大學
- 兵庫大學
- 兵庫醫科大學
- 兵庫醫療大學
- 武庫川女子大學
- 流通科學大學
- 畿央大學
- 帝塚山大學
- 天理大學
- 奈良大學
- 奈良產業大學
- 高野山大學
- 鳥取環境大學
- 岡山學院大學
- 岡山商科大學
- 岡山理科大學
- 川崎醫科大學
- 川崎醫療福祉大學
- 環太平洋大學
- 吉備國際大學
- 倉敷芸術科學大學
- 倉敷作陽大學
- 山陽學園大學
- 就實大學
- 中國學園大學
- 聖母清心女子大學
- 美作大學
- 伊莉莎白音樂大學
- 日本赤十字廣島看護大學
- 比治山大學
- 廣島經濟大學
- 廣島工業大學
- 廣島國際大學
- 廣島國際學院大學
- 廣島修道大學
- 廣島女學院大學
- 廣島都市學園大學
- 廣島文化學園大學
- 廣島文教女子大學
- 福山大學
- 福山平成大學
- 安田女子大學
- 宇部前線大學
- 東亞大學
- 德山大學
- 梅光學院大學
- 山口學藝大學
- 山口東京理科大學
- 山口福祉文化大學
- 四國大學
- 德島文理大學
- 四國學院大學
- 高松大學
- 聖凱瑟琳大學
- 松山大學
- 松山東雲女子大學
- 九州榮養福祉大學
- 九州共立大學
- 九州國際大學
- 九州產業大學
- 九州情報大學
- 九州女子大學
- 久留米大學
- 久留米工業大學
- 西南學院大學
- 西南女學院大學
- 聖瑪利亞學院大學
- 第一藥科大學
- 筑紫女學園大學
- 東和大學
- 中村學園大學
- 西日本工業大學
- 日本赤十字九州國際看護大學
- 福岡大學
- 福岡醫療福祉大學
- 福岡經濟大學
- 福岡工業大學
- 福岡國際大學
- 福岡齒科大學
- 福岡女學院大學
- 福岡女學院看護大學
- 保健醫療經營大學
- 西九州大學
- 活水女子大學
- 長崎衛斯理公會大學
- 長崎外國語大學
- 長崎國際大學
- 長崎純心大學
- 長崎總合科學大學
- 九州看護福祉大學
- 九州路德學院大學
- 熊本學園大學
- 熊本保健科學大學
- 尚絅大學
- 崇城大學
- 平成音樂大學
- 日本文理大學
- 別府大學
- 立命館亞洲太平洋大學
- 九州保健福祉大學
- 南九州大學
- 宮崎國際大學
- 宮崎產業經營大學
- 鹿兒島國際大學
- 鹿兒島純心女子大學
- 志學館大學
- 第一工業大學
- 沖繩大學
- 沖繩基督教學院大學
- 沖繩國際大學
- 名櫻大學

## 短期大學
- 札幌短期大學
- 天使女子短期大學
- 藤女子短期大學
- 北海學園大學短期大學部
- 酪農學園大學短期大學部
- 東北女子短期大學
- 弘前學院短期大學
- 尚絅學院大學女子短期大學部
- 東北學院大學短期大學部
- 宮城學院女子短期大學
- 郡山女子大學短期大學部
- 常盤短期大學
- 關東短期大學
- 東京福祉大學短期大學部
- 武藏野音樂大學短期大學部
- 立正大學短期大學部
- 昭和學院短期大學
- 千葉敬愛短期大學
- 麗澤短期大學
- 和洋女子大學短期大學部
- 青山學院女子短期大學
- 跡見學園女子大學短期大學部
- 櫻美林大學短期大學部
- 大妻女子大學短期大學部
- 學習院女子短期大學
- 共立女子短期大學
- 惠泉女學園園芸短期大學
- 工學院大學短期大學部
- 攻玉社工科短期大學
- 拓殖短期大學
- 國際短期大學
- 駒澤短期大學
- 自由之丘產能短期大學
- 實踐女子短期大學
- 芝浦工業短期大學
- 淑德短期大學
- 昭和女子大學短期大學部
- 女子榮養大學短期大學部
- 女子美術大學短期大學部
- 白百合短期大學
- 杉野服飾大學短期大學部
- 聖母女子短期大學
- 專修大學短期大學
- 多摩美術短期大學
- 戶板女子短期大學
- 東京家政學院短期大學
- 東京家政大學短期大學部
- 東京經濟大學短期大學部
- 東京工藝大學短期大學部
- 東京女子体育短期大學
- 東京女子大學短期大學部
- 東京電機大學短期大學
- 東京農業大學短期大學部
- 東京文化短期大學
- 東洋英和女學院大學短期大學部
- 東洋女子短期大學
- 東洋大學短期大學
- 亞細亞大學短期大學部
- 日本社會事業短期大學
- 嘉悅大學短期大學部
- 日本女子体育短期大學
- 日本大學短期大學部
- 文化女子大學短期大學部
- 武藏工業大學短期大學部
- 武藏野女子大學短期大學部
- 明治大學短期大學
- 山脇學園短期大學
- 神奈川大學短期大學部
- 關東學院女子短期大學
- 鎌倉女子大學短期大學部
- 湘南工業短期大學
- 菲莉斯女學院短期大學（フェリス女学院短期大学）
- 法政大學短期大學部
- 聖塞西莉亞女子短期大學
- 新潟短期大學
- 金澤學院短期大學
- 北陸學院短期大學
- 身延山短期大學
- 愛知學院大學短期大學部
- 愛知學泉短期大學
- 愛知新城大谷大學短期大學部
- 愛知大學短期大學部
- 金城學院大學短期大學部
- 光陵短期大學
- 中京女子大學短期大學部
- 中部短期大學
- 名古屋女子大學短期大學部
- 愛知瑞穗大學短期大學部
- 名城大學短期大學部
- 名古屋文化短期大學
- 四日市大學短期大學部
- 大谷大學短期大學部
- 京都短期大學
- 京都外國語短期大學
- 京都光華女子大學短期大學部
- 京都女子大學短期大學部
- 京都西山短期大學
- 成安造形短期大學
- 同志社大學短期大學部
- 平安女學院大學短期大學部
- 立命館短期大學
- 龍谷大學短期大學部
- 大阪工業大學短期大學部
- 大阪產業大學短期大學部
- 大阪夕陽丘學園短期大學
- 大阪成蹊短期大學
- 大阪大谷大學短期大學部
- 關西大學短期大學部
- 近畿大學短期大學部
- 相愛女子短期大學
- 帝塚山學院短期大學
- 梅花女子大學短期大學部
- 普爾學院大學短期大學部
- 關西學院短期大學
- 神戶女子短期大學
- 神戶山手短期大學
- 神戶松蔭女子學院大學短期大學部
- 頌榮短期大學
- 聖和大學短期大學部
- 武庫川女子大學短期大學部
- 天理大學女子短期大學部
- 鈴峰女子短期大學
- 廣島女學院大學短期大學部
- 松山外國語短期大學
- 西南學院大學短期大學部
- 西南女學院大學短期大學部
- 東筑紫短期大學
- 福岡大學短期大學
- 活水女子短期大學
- 長崎純心大學短期大學部
- 長崎外國語短期大學
- 長崎造船短期大學
- 熊本學園大學短期大學部
- 別府大學短期大學部
- 鹿兒島商科短期大學

## 大學院大學
- SBI大學院大學
- 電影專業大學院大學
- 大原大學院大學
- 大宮法律系大學院大學
- 格洛比斯經營大學院大學
- 國際佛教學大學院大學
- 信息安全大學院大學
- 日本教育大學院大學
- 日本傳統醫療科學大學院大學
- 好萊塢大學院大學
- 商務突破大學院大學（大前研一創辦）
- 文化流行大學院大學
- 國際大學
- 事業創造大學院大學
- 梧桐朋學園大學院大學
- 新潟康復大學院大學
- 光產業創建大學院大學
- LCA大學院大學
- 卡內基梅隆大學日本校
- 京都情报大学院大学
- 神戶情報大學院大學
- 冲绳科学技术大学院大学（日本政府特別提供支持的特殊法人）

## 已不存在的大學
（參見日文版）